# Renato Massari
Renato Massari (Milano, 24 febbraio 1920 – Milano, 26 settembre 2012) è stato un politico italiano, pubblicista, esponente del Partito Socialista Democratico Italiano, membro della Camera dei deputati per otto mandati parlamentari, dalla IV alla XI legislatura, e parlamentare europeo.

## Biografia
Viene eletto per la prima volta alla Camera nel 1963 con il Partito Socialista Democratico Italiano, confermando il proprio seggio per altre sette legislature. Ricopre anche il ruolo di sottosegretario di Stato per le poste e le telecomunicazioni dal 30 giugno 1972 al 5 luglio 1973 nel governo Andreotti II, dal 12 luglio 1973 al 13 marzo 1974 nel Governo Rumor IV e dal 16 marzo 1974 al 22 novembre 1974 nel Governo Rumor V. 
È stato eletto alle elezioni europee del 1984 per le liste del PSDI. È stato membro della Commissione per le relazioni economiche esterne, della Delegazione per le relazioni con Cipro e della Commissione per il controllo di bilancio.
Nel 1989 aderì con Pietro Longo e Pierluigi Romita alla scissione dal PSDI col movimento Unità e Democrazia Socialista (UDS), con cui nello stesso anno rientrò nel Partito Socialista Italiano, in cui già aveva militato prima della scissione di Palazzo Barberini. Con il PSI fu rieletto alla Camera per la sua ultima legislatura.
Il suo nominativo era tra quelli compresi nella lista degli appartenenti alla P2 (tessera n. 889).
Muore all'età di 92 anni nel settembre 2012.